# ویچگدا
ویچگدا رودی است که از کشور روسیه می‌گذرد و به رود دوینای شمالی می‌ریزد. طول این رود ۱٬۱۳۰ کیلومتر (۷۰۲ مایل) است.